# KM-MARKIT
KM-MARKIT (ケムマキ Kemu-Maki?) es un cantante japonés de Hip-Hop y Rap. Su nombre real es Daisuke Kawai (川合 大介 Kawai Daisuke?)
En 1998 el rapero comenzó a presentarse en vivo en la UBG, junto con otros cantantes como ZEEBRA. Desde este momento comienza a proyectarse de manera profesional. Ya en el nuevo milenio, dentro de los años 2000 y 2001 comenzó a probar suerte desde lo más abajo, participando como invitado en presentaciones de varios otros artistas, entre los que se encontraba su mismo excompañero ZEEBRA, cantando en su segundo álbum BASED ON A TRUE STORY, y convirtiéndose también en una más dentro de su equipo. Dentro del 2003 acompañó en todas las locaciones a ZEEBRA en su tour por Japón llamado THE LIVE ANIMAL 03 -TOKYO'S FINEST-, lo que lo hizo aún más conocido dentro del ambiente Rap.
Finalmente en el año 2005 KM-MARKIT consigue con contrato con el sello disquero Pony Canyon, y lanza su primer álbum VIVID ese mismo año. El álbum fue lanzado sin ningún sencillo promocional, pero se grabó un video musical del tema "Rainy Day", en colaboraicón con la cantante R&B Kumi Kōda.

## Discografía

### Álbumes
1. VIVID (20/04/2005)

### Apariciones
2001
- U.B RIDE feat. OJ & ST / Various Soundtrack "DJ BENTO"
- GAN GAN / Various Soundtrack "DJ BENTO"
- ONE WAY / Various Soundtrack NESCAFE "N"

2002
- DIRTY TALK / Various Soundtrack "CHOCOLATE SURF"
- MEMORY LANE / Various Soundtrack "WHITE CHOCOLATE"

### Colaboraciones
1998
- Doytena 2000 / LIBRO feat. ARK, KEMUMAKI, DOBINSKI

2000
- THE SHOW CASE (THREE THE HARDWAY) / LOW IQ 01 feat. ZEEBRA, OJ & ST, KEMU－MARKIT
- BEAT BOXING / ZEEBRA feat. KM－MARKIT
- We Are The Wild / Gathering Of The All Stars
- MIC TECHNICIAN / DJ BEAT feat. ZEEBRA,UZI,KM－MARKIT
- Usohappyaku (嘘八百) / Miyoshi Senzo feat. MICADELIC, KM－MARKIT, INDEMORAL, Mine Kami HOLD, BACK GAMMON, DOBINSKI

2001
- URBANBARBARIAN GUERRILLA / UBG
- BLAH, BLAH, BLAH / Typewriter + KM-MARKIT
- Ittōryōdan (一刀両断) / UZI feat. Maki Kemuri
- CHANGE THE GAME / DJ OASIS feat. K DUB SHINE, ZEEBRA, Dōji-T, UZI, JA Tappi, OJ & ST, KM-MARKIT

2003
- UNRELIABLE remix / Yuki Koyanagi feat. KM－MARKIT
- G.Y.M / OJ & ST, KM－MARKIT, BRZ
- FABULOUS 5 / SPHERE OF INFLUENCE feat. L-VOKAL, MEGA-G, KM-MARKIT, D.O
- STOP the VIOLENCE /DJ YUTAKA feat. ZEEBRA, UZI, OJ & ST, KM-MARKIT
- Tokyo State Of Mind (東京 ステイト オブ マインド) / OJ & ST feat. KM－MARKIT, DAINASTY
- Otoko Tachi Ban Uta (男たちの蛮歌) /ZEEBRA feat. OJ & ST, KM-MARKIT, UZI

2004
- H.G.S.P / H.G.S.P feat. ZEEBRA, Man Yamada, KM－MARKIT

2005
- THE TRAINING DAY / DJ MASTERKEY feat. ZEEBRA, UZI, OJ & ST, KM-MARKIT, CHINO
- Hot Stuff feat. KM-MARKIT / Kumi Kōda